# Vlag van Burkina Faso
De vlag van Burkina Faso bestaat uit twee gelijke horizontale banden in de kleuren rood (boven) en groen met in het midden een gele vijfpuntige ster. Burkina Faso gebruikt deze vlag sinds 4 augustus 1984.

## Symboliek
De kleuren groen, rood en geel zijn de Pan-Afrikaanse kleuren. Dit moest bij de aanname in 1984 uitdrukken dat Burkina Faso het koloniale verleden achter zich liet en eenheid in Afrika wil.
In de Burkinese vlag hebben de drie kleuren naast de Pan-Afrikaanse symboliek ook elk een afzonderlijke betekenis. Het rood staat voor de socialistische revolutie. Groen symboliseert de rijkdom van de landbouw en de vreugde die dat de mensen oplevert. De gele ster staat voor het leidende licht van de communistische revolutie die in 1983 plaatsvond.

## Ontwerp
De vlag heeft een hoogte-breedteverhouding van 2:3. De rode en groene baan nemen elk de helft van de hoogte van de vlag in. De ster, die exact in het midden van de vlag staat, heeft een diameter die gelijk is aan een derde van de hoogte en twee negende van de breedte van de vlag.
De kleuren zijn als volgt gespecificeerd:
| Kleur | Pantone-codering | CMYK (%)                 |
| ----- | ---------------- | ------------------------ |
| Geel  | 116C             | C 0 - M 10 - Y 95 - K 0  |
| Rood  | 032C             | C 0 - M 90 - Y 90 - K 0  |
| Groen | 355C             | C 100 - M 0 - Y 90 - K 5 |

## Geschiedenis

Vlag van Opper-Volta

De vlag is zoals vermeld in gebruik sinds 4 augustus 1984. Ze werd destijds in gebruik genomen bij de eerste verjaardag van de staatsgreep van marxist-leninist Thomas Sankara. Die dag werd ook de naam die de staat sinds 1896 voerde, Opper-Volta, veranderde in Burkina Faso. Ook in de Grondwet van 11 juni 1991 is de vlag vastgelegd, in artikel 34. De exacte ontwerpspecificaties zoals hierboven zijn pas op 30 oktober 1997 vastgelegd.
Opper-Volta had een andere vlag: een driekleur bestaande uit gelijke horizontale banden in de kleuren zwart, wit en rood. Deze was in gebruik vanaf 1960, toen het land onafhankelijk werd van Frankrijk. De vlag van Opper-Volta lijkt sterk op de oude vlag van Duitsland, maar staat daar niet mee in verband. De drie kleuren symboliseren namelijk de rivieren de Zwarte Volta, de Witte Volta en de Rode Volta. Deze vlag had net als de huidige een hoogte-breedteverhouding van 2:3.